# Naučná stezka Okolo Vřesiny
Naučná stezka Okolo Vřesiny se nachází u česko-polské státní hranice ve Vřesině v okrese Opava v Opavské pahorkatině v Moravskoslezském kraji. Je celoročně volně přístupná

## Popis naučné stezky
Okružní naučná stezka Okolo Vřesiny má délku 8 km a na 8 informačních se zaměřuje na historii, přírodu, geologii a geografii Vřesiny a jejího okolí. Byla postavena v roce 2003. Stezka začíná ve středu obce a pokračuje severovýchodo-východně podél potoka Bečva a za vesnicí se stáčí k severo-severozápadu směrem k přírodní rezervaci Dařenec, kterou také prochází. Následně u turistického odpočívadla v Dařenci u Mechtildina dubu a Mechtildina bludného balvanu se stáčí přibližně k jihozápadu k Vřesině a za Vřesinou se stáčí přibližně k jiho-jihovýchodu až k odbočce k Vodnímu dolu, kde v rašeliništi pramení potok Bečva. Od rašeliniště vede zpátky k odbočce a přibližně severovýchodním směrem míří zpátky do Vřesiny. Naučnou stezku křižují další turistické stezky a cyklotrasy.

## Galerie

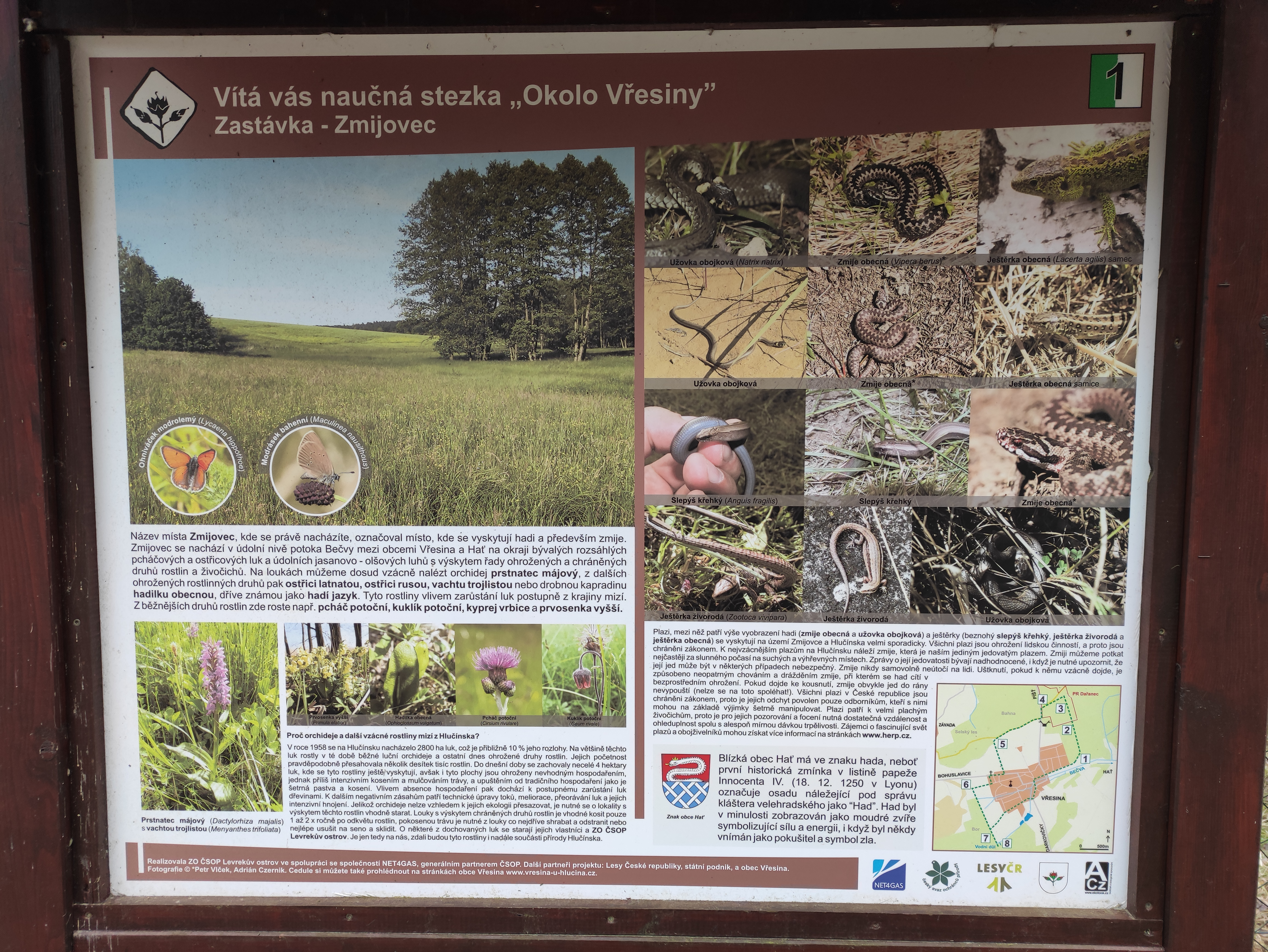
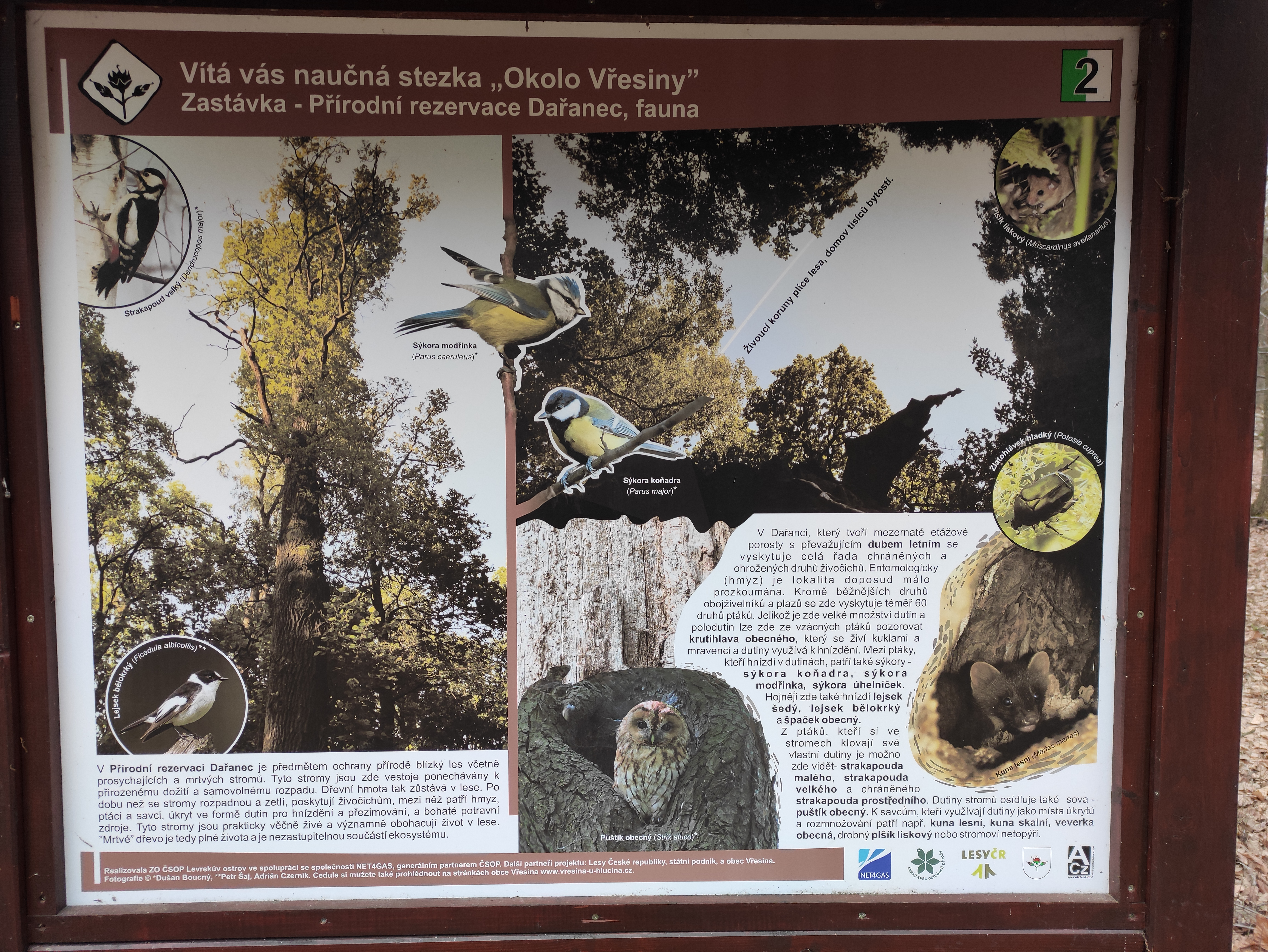
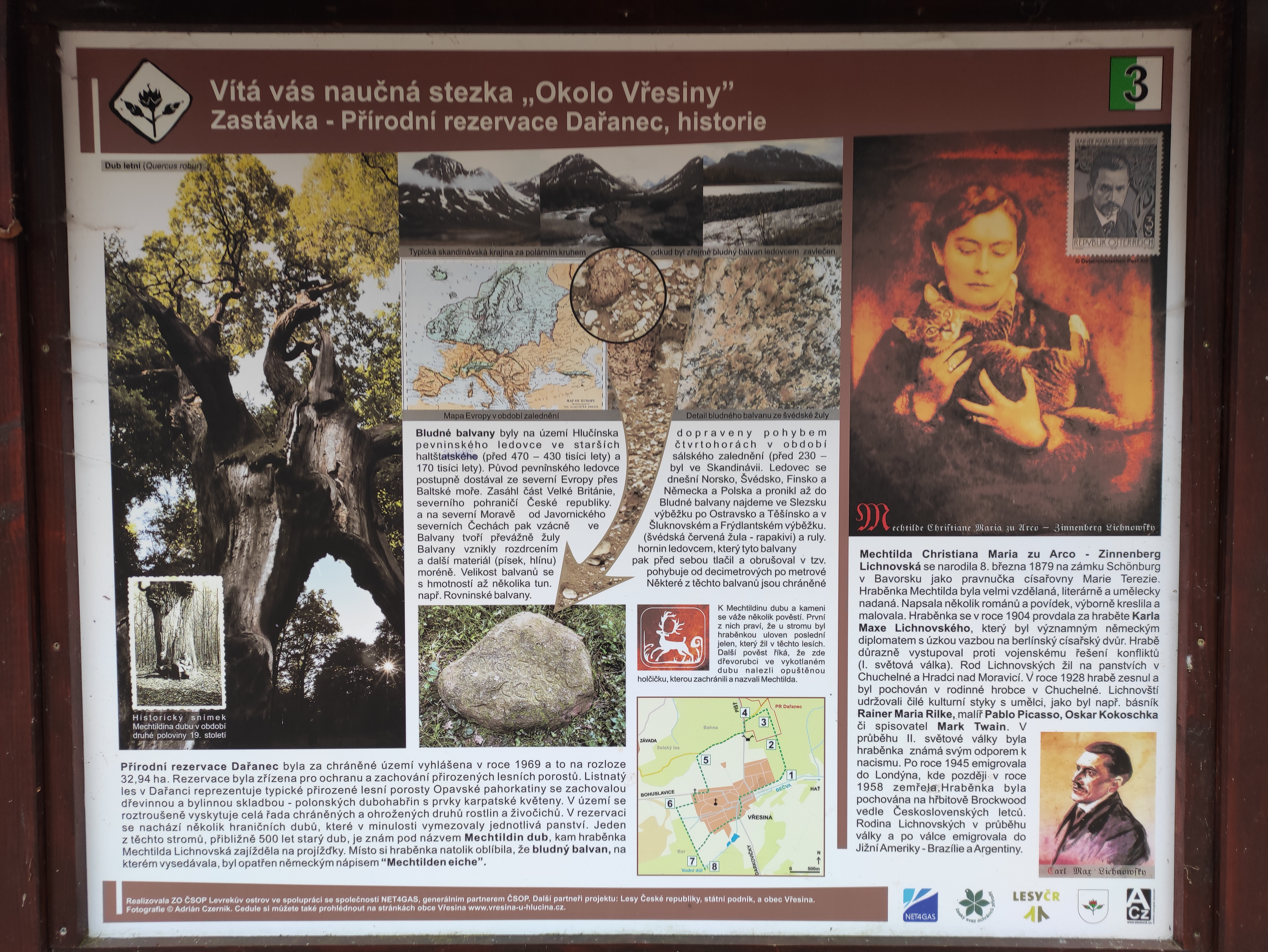
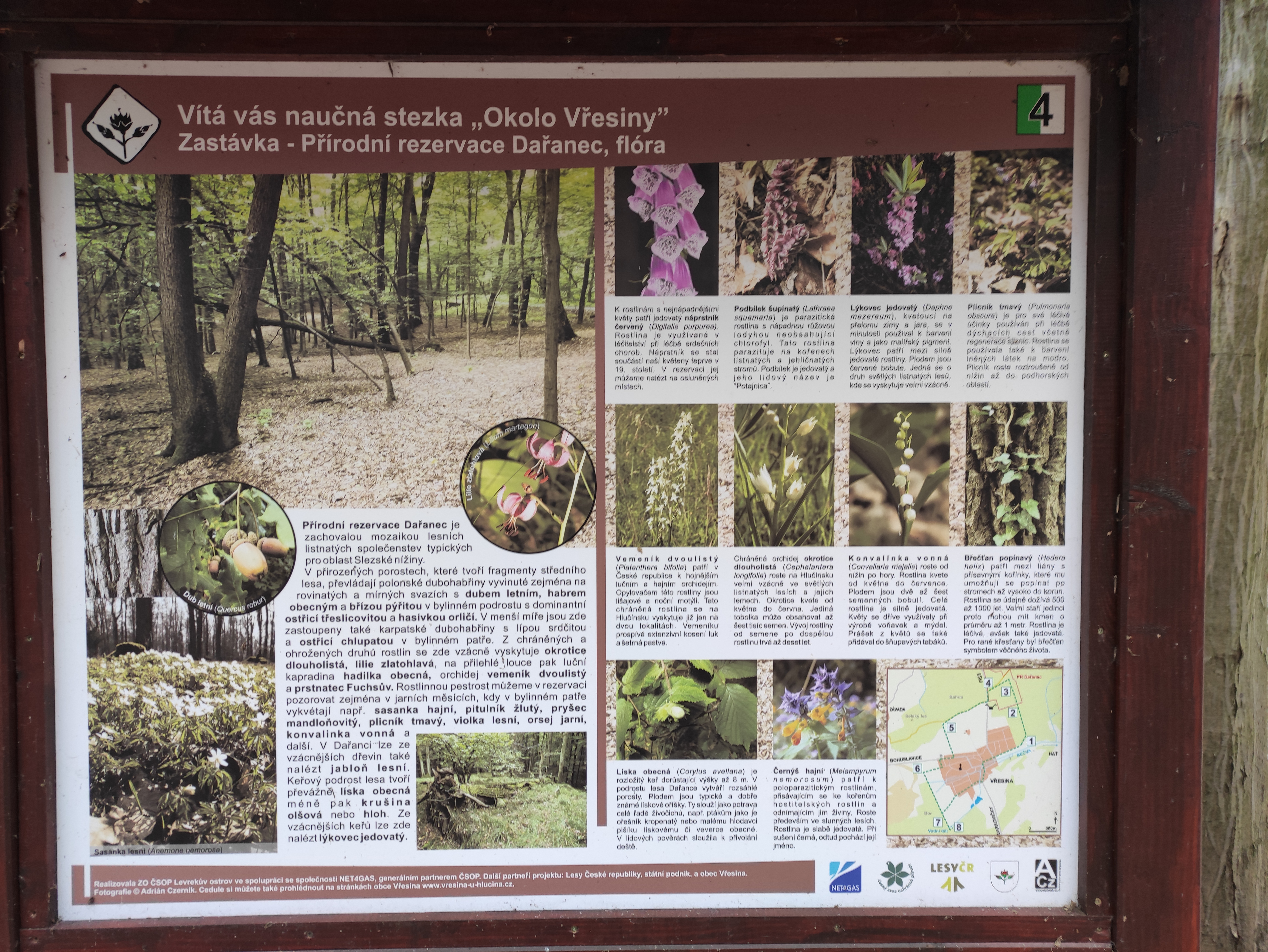
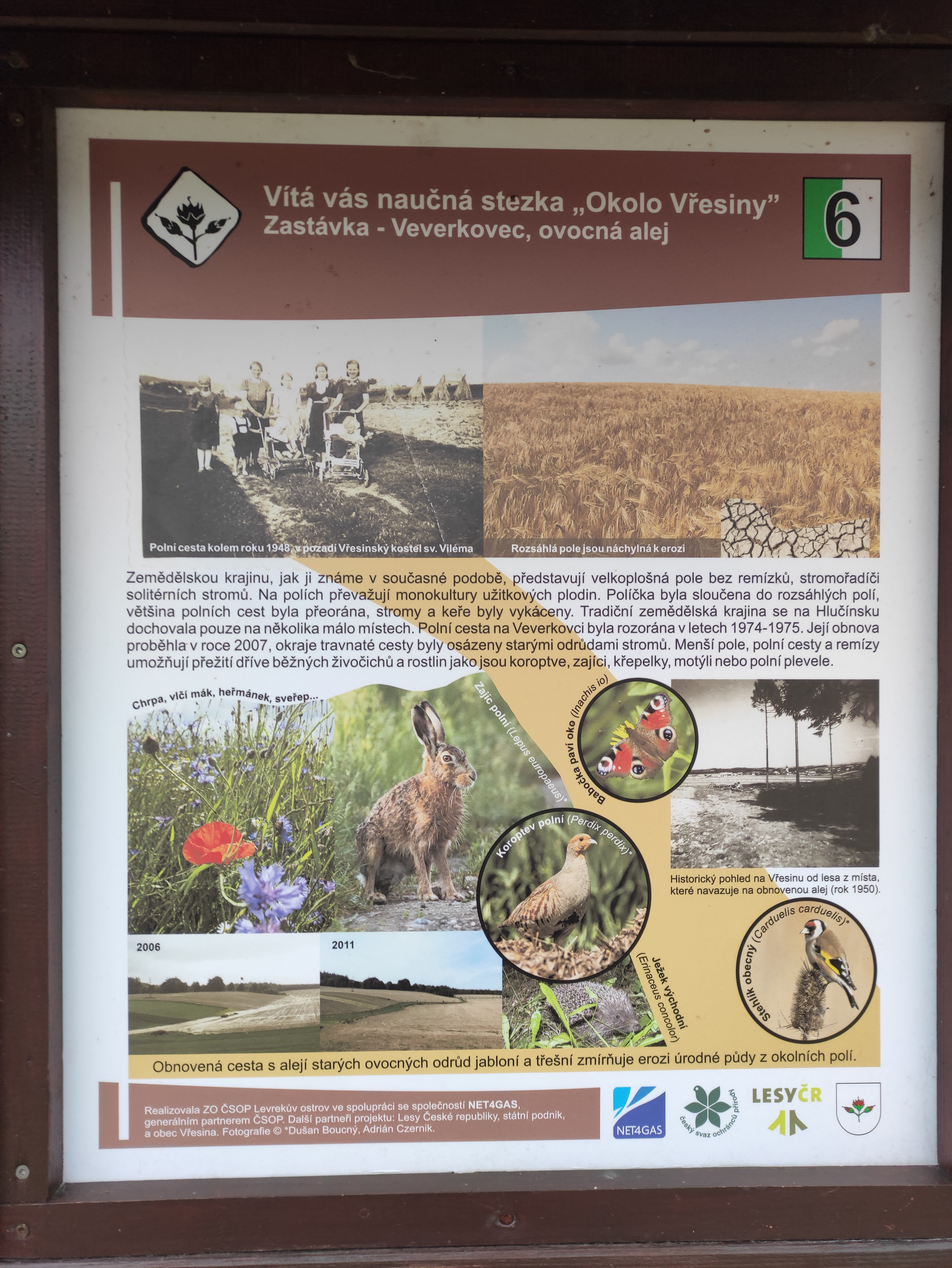
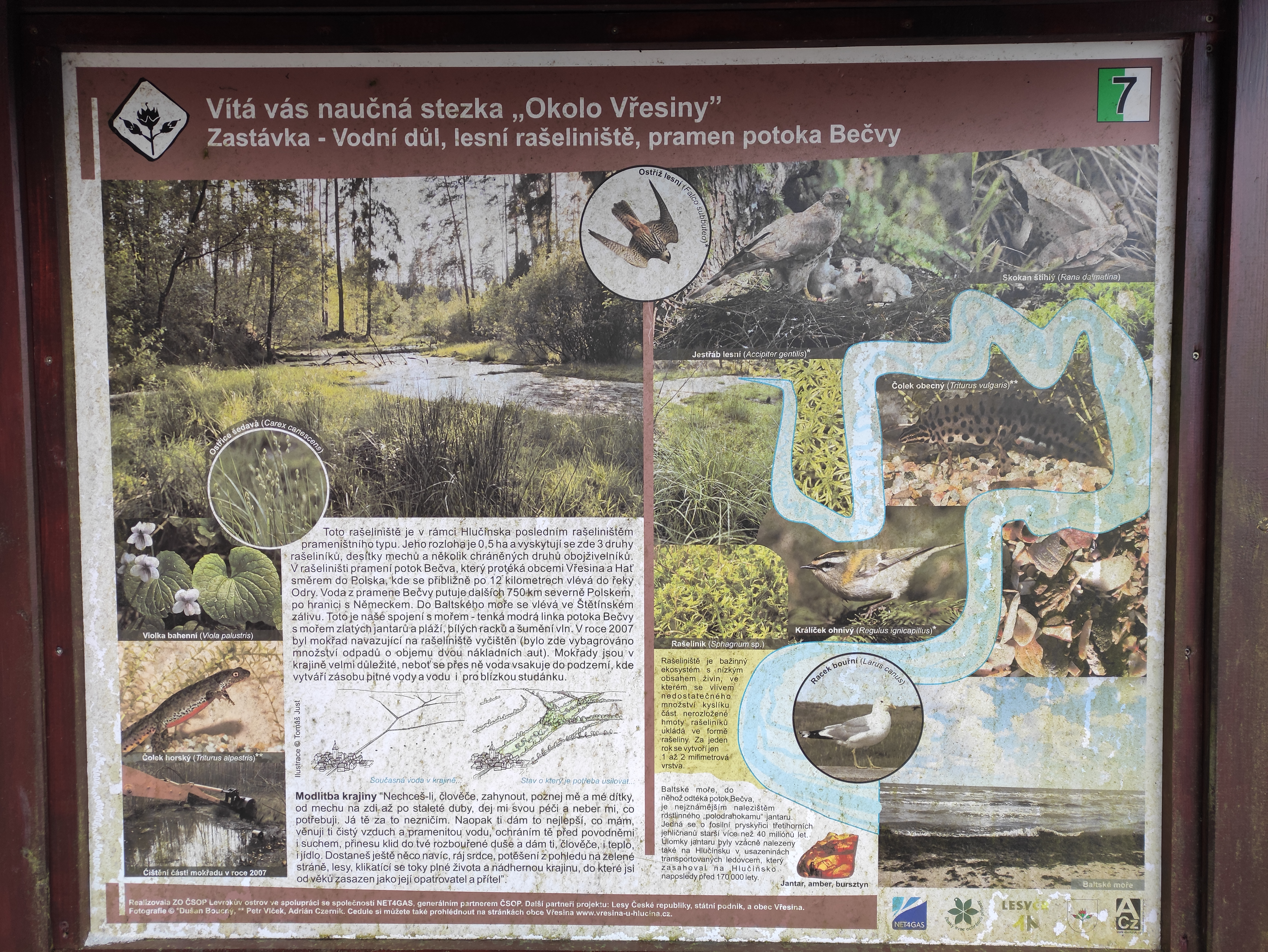
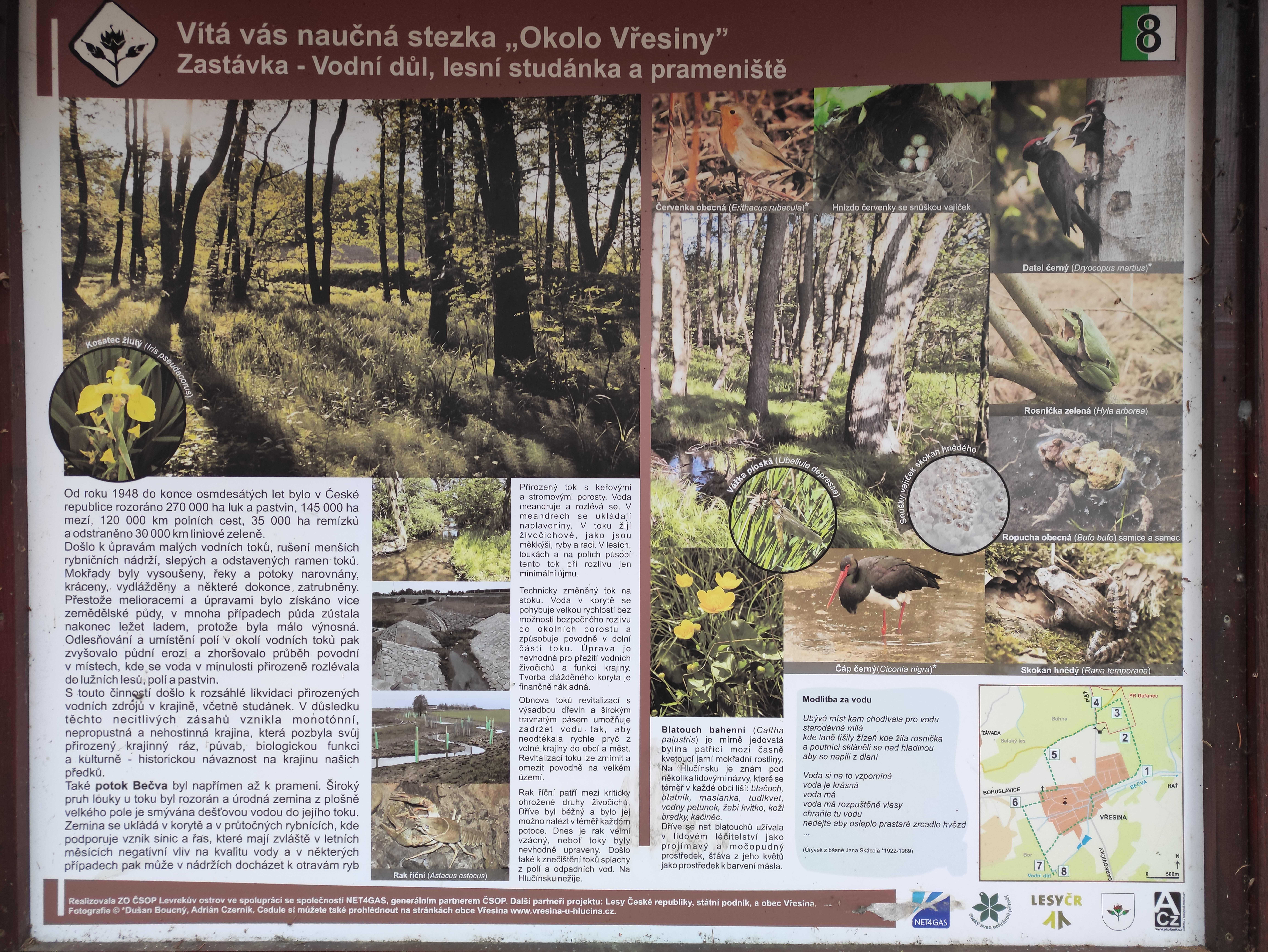
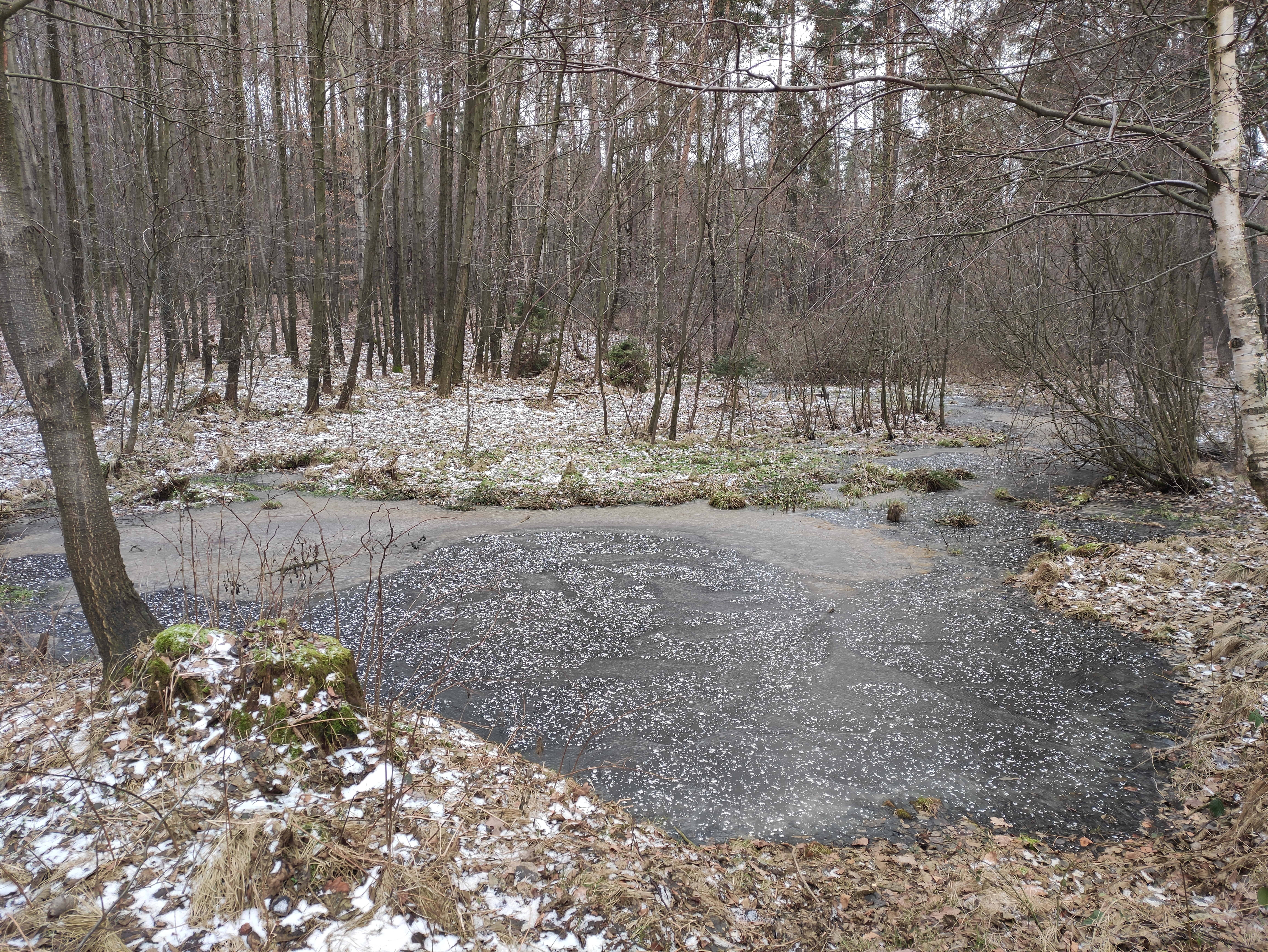
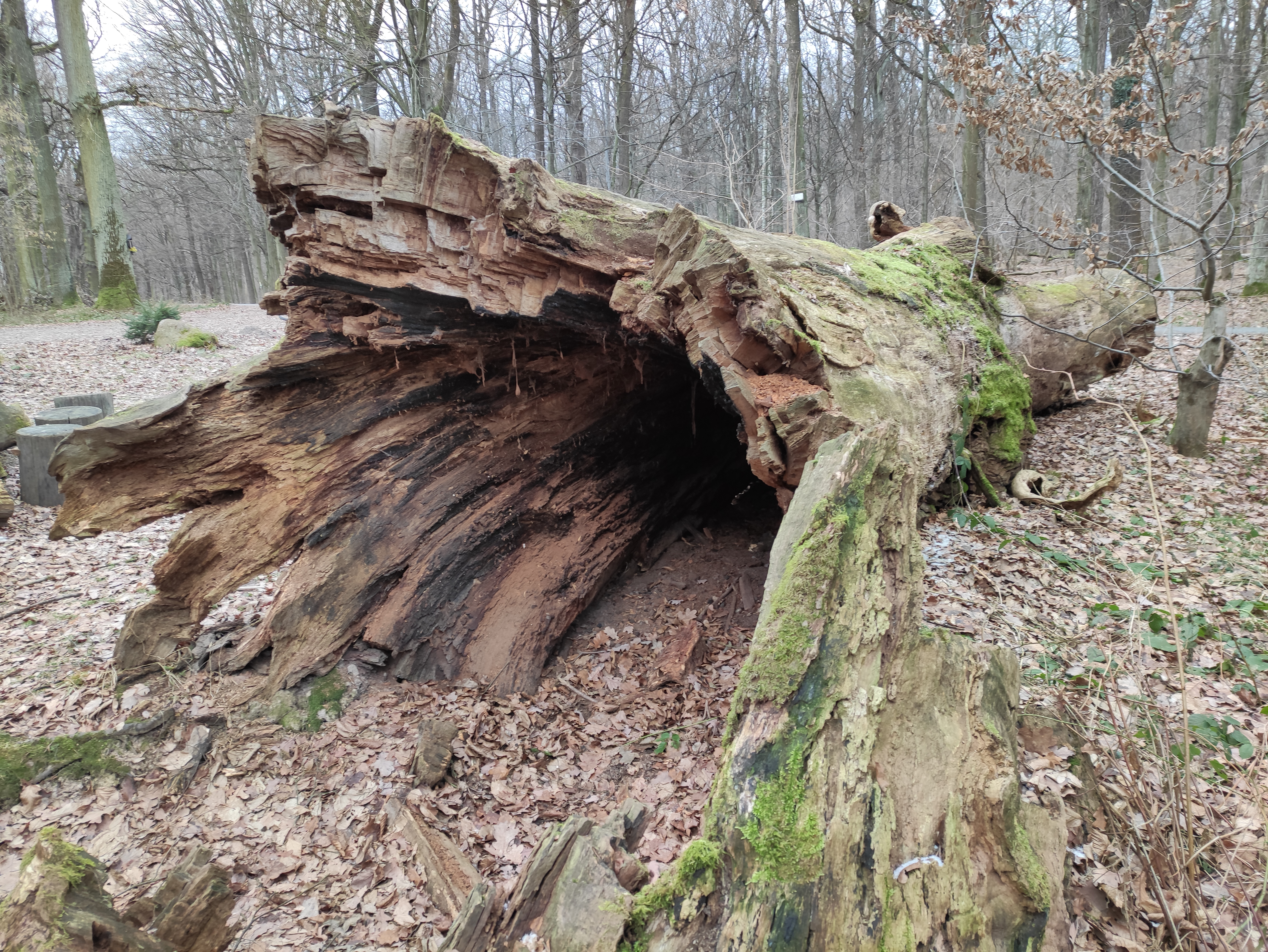
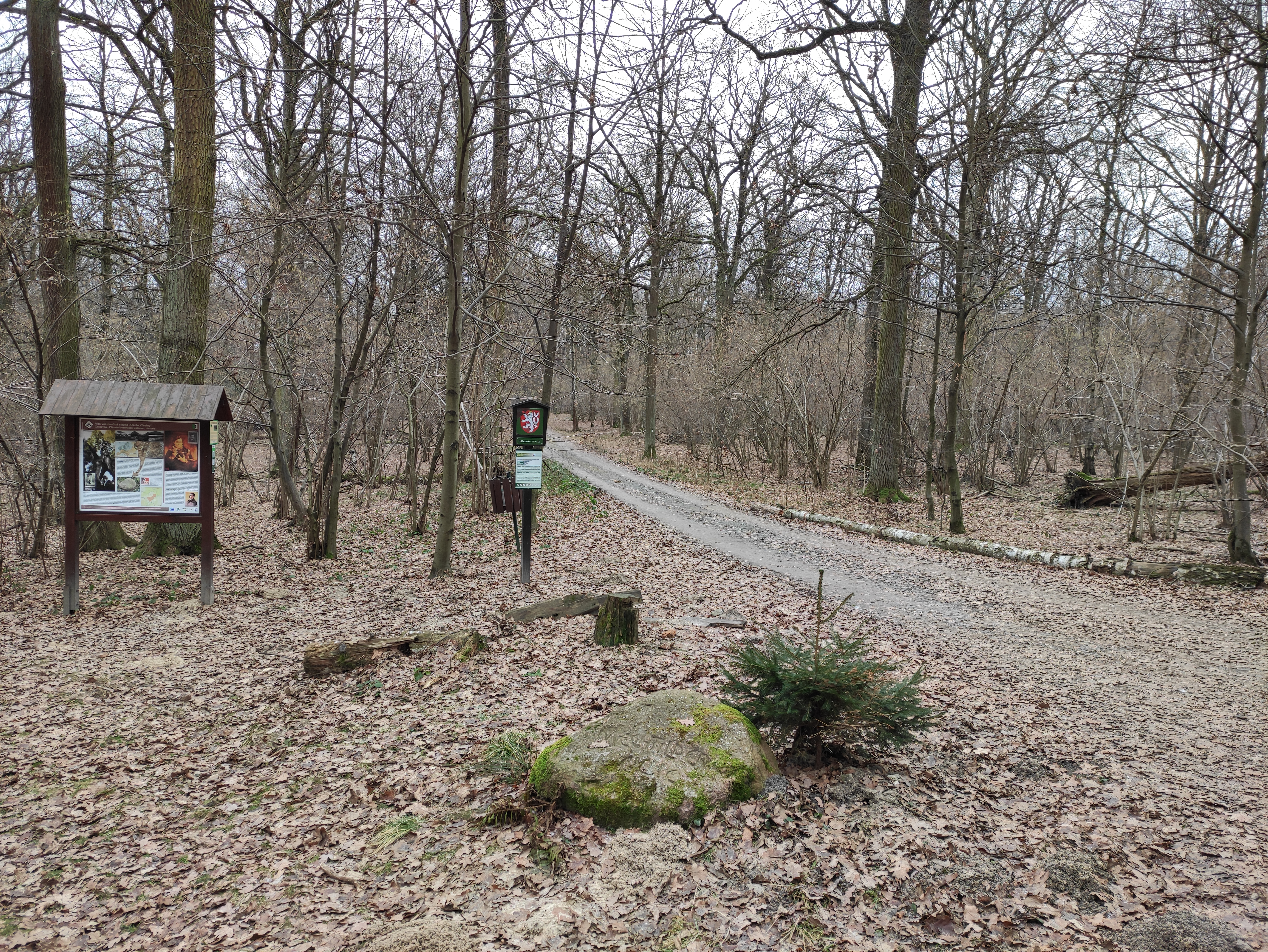
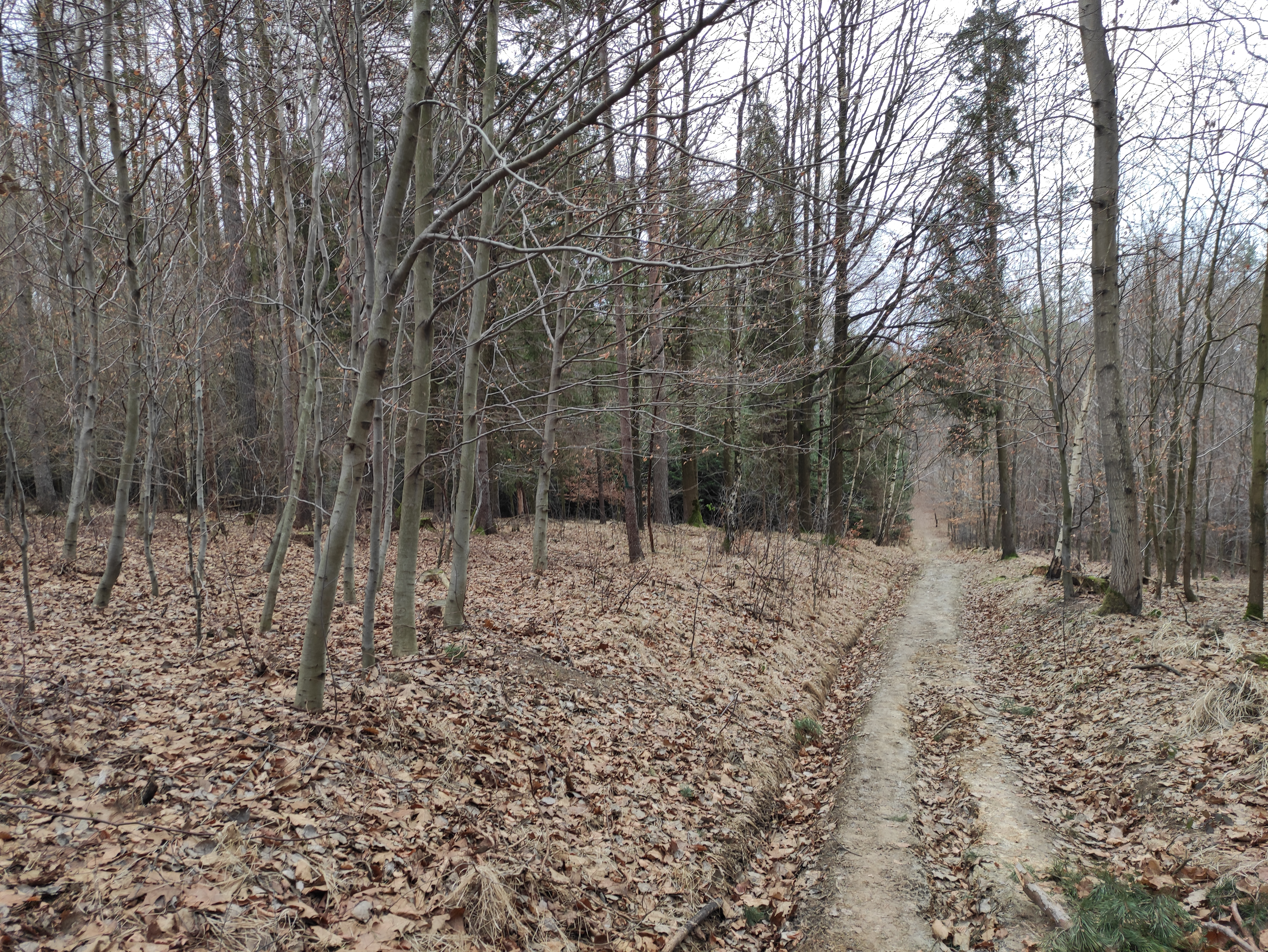
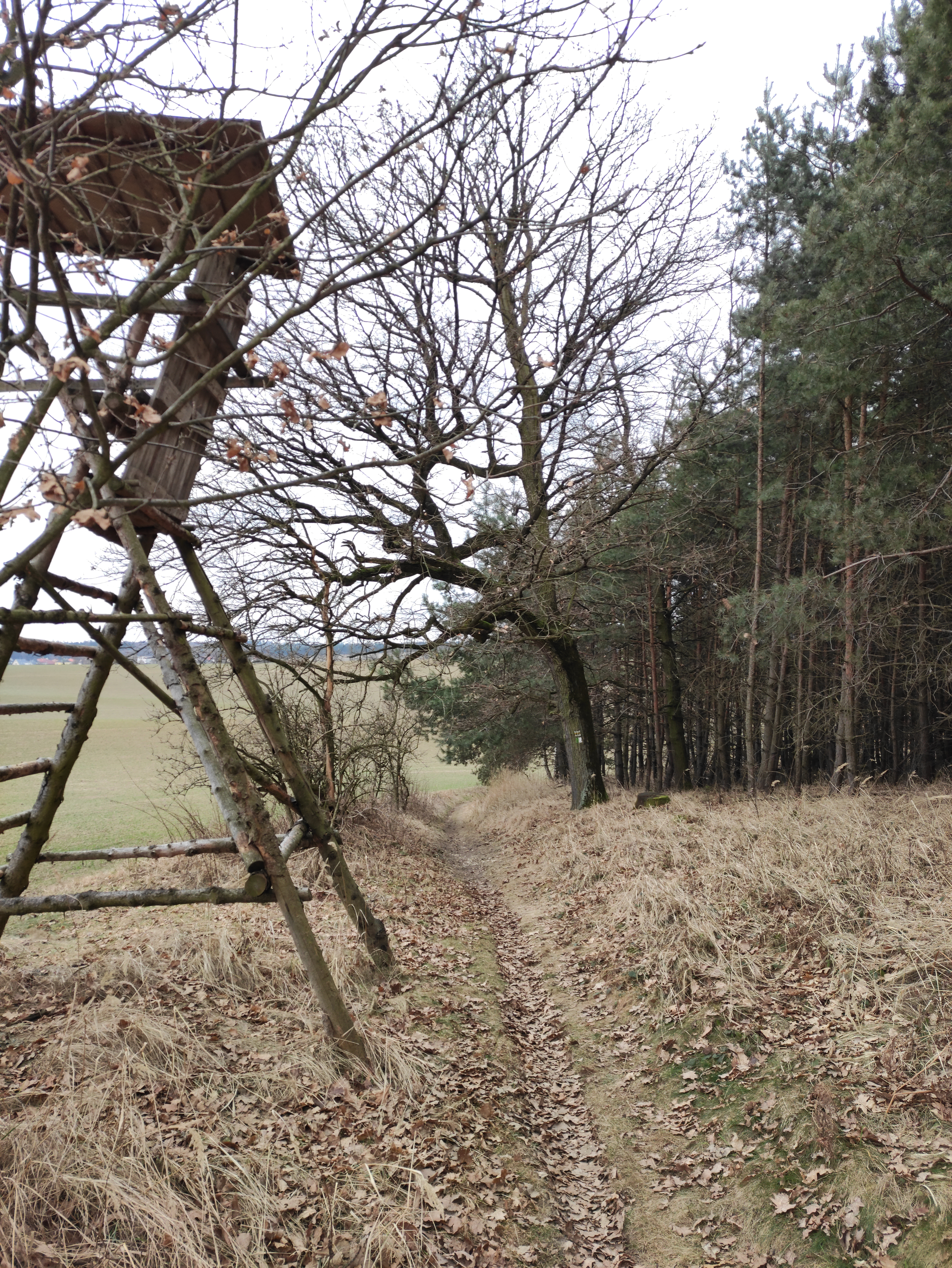
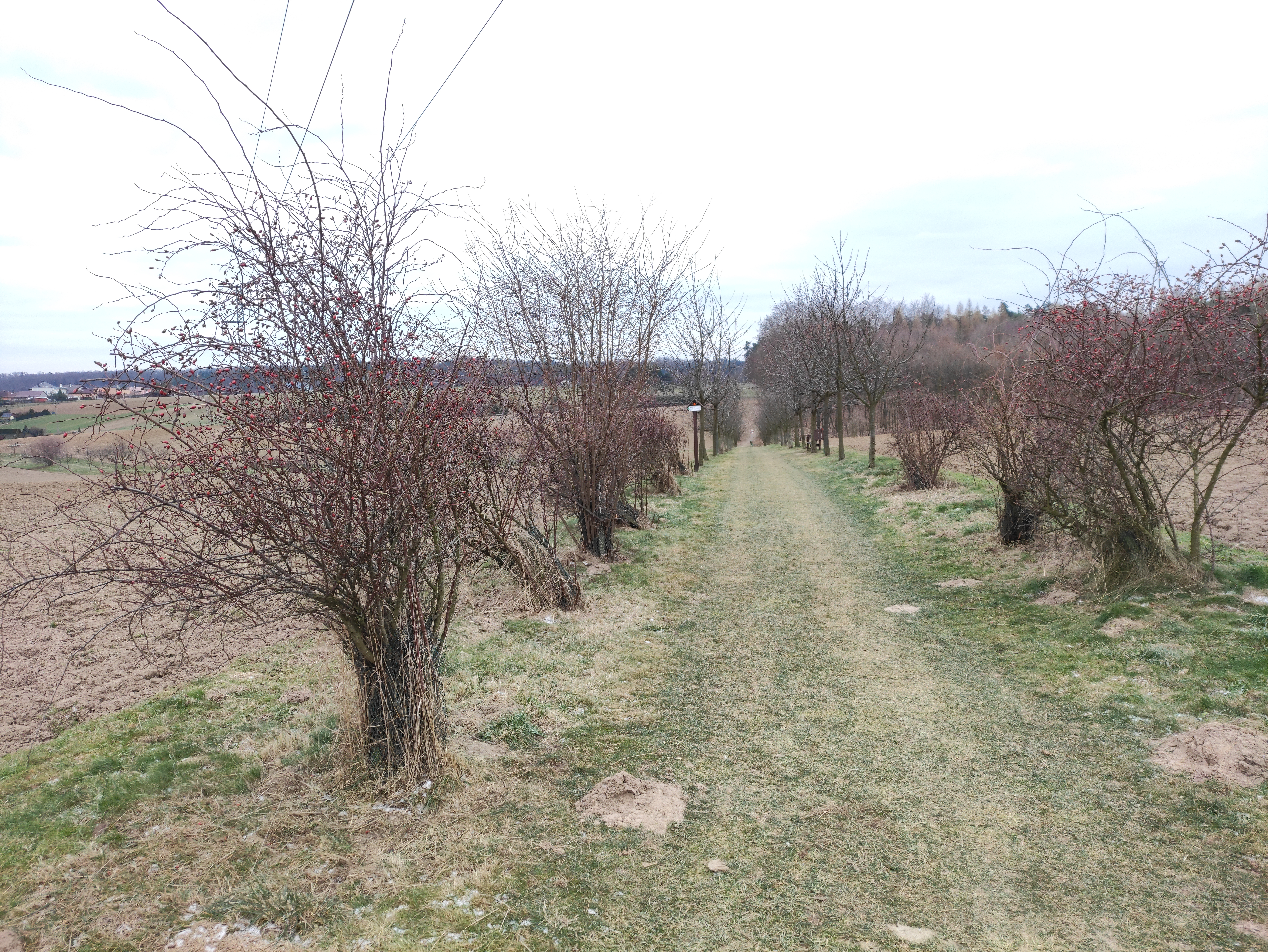